# عصام سيسالم
ولد عصام ناجي سيسالم في مدينة غزة بتاريخ 3 فبراير 1930، وتربى ودرس في مدارسها، وحصل على ليسانس الحقوق من جامعة دمشق بسوريا عام 1955م، ثم حصل على درجة البكالوريوس في التاريخ من جامعة بيروت العربية بلبنان عام 1973م، ونال درجة الماجستير في التاريخ من جامعة الأزهر بمصر، ثم درجة الدكتوراة من ذات الجامعة عام 1982م.
عمل سيسالم محاضراً في التاريخ، وتنقل خلال مسيرة حياته العملية الطويلة بين عدة دول كالمملكة العربية السعودية والكويت وسوريا وأسبانيا إلى أن استقر به الحال محاضراً، ومشرفاً على العديد من الدراسات العليا في الجامعات الفلسطينية، وانتهى به المطاف رئيسا لمجلس أمناء جامعة فلسطين منذ العام 2008م.

## مؤلفاته
لعصام سيسالم مؤلفات عدة في التاريخ الإسلامي والعربي والفلسطيني، ومن أهمها:
1. جزر الأندلس المنسية (تاريخ جزر البليار الإسلامية).
2. تاريخ الدويلات الإسلامية.
3. تاريخ بيت المقدس.
4. لواء غزة في العهد العثماني، بالاشتراك مع الدكتور الفاضل زكريا السنوار.

بالإضافة إلى العديد من الأبحاث والدراسات والمقالات التاريخية والأدبية في مجلات متخصصة مثل مجلة العربي الكويتية، ومجلة البيادر لرابطة الأدباء.

## وفاته
رحل الاثنين 20 إبريل 2009، المؤرخ الفلسطيني الكبير ورئيس مجلس أمناء جامعة فلسطين الأستاذ الدكتور عصام ناجي سيسالم «أبو الناجي» عن عمر يناهر 79 عام.